# Elatostema pycnodontum
Elatostema pycnodontum är en nässelväxtart som beskrevs av Wen Tsai Wang. Elatostema pycnodontum ingår i släktet Elatostema och familjen nässelväxter. Inga underarter finns listade i Catalogue of Life.